# Белянка резедовая
Белянка резедовая (лат. Pontia daplidice) — вид чешуекрылых насекомых из семейства белянок. Длина переднего крыла 18 — 24 мм. крыльев 42—48 мм.

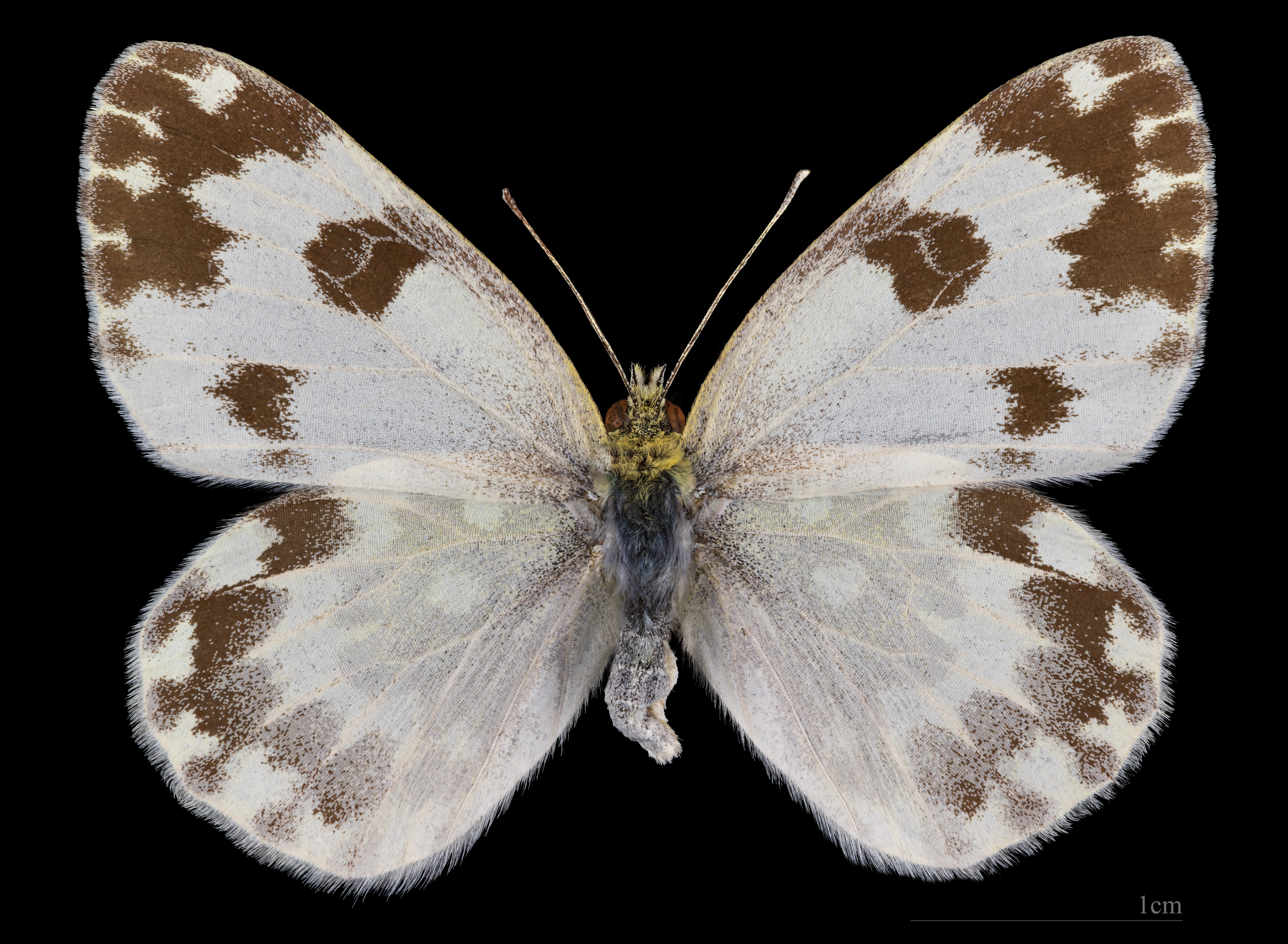
Pontia daplidice ♀
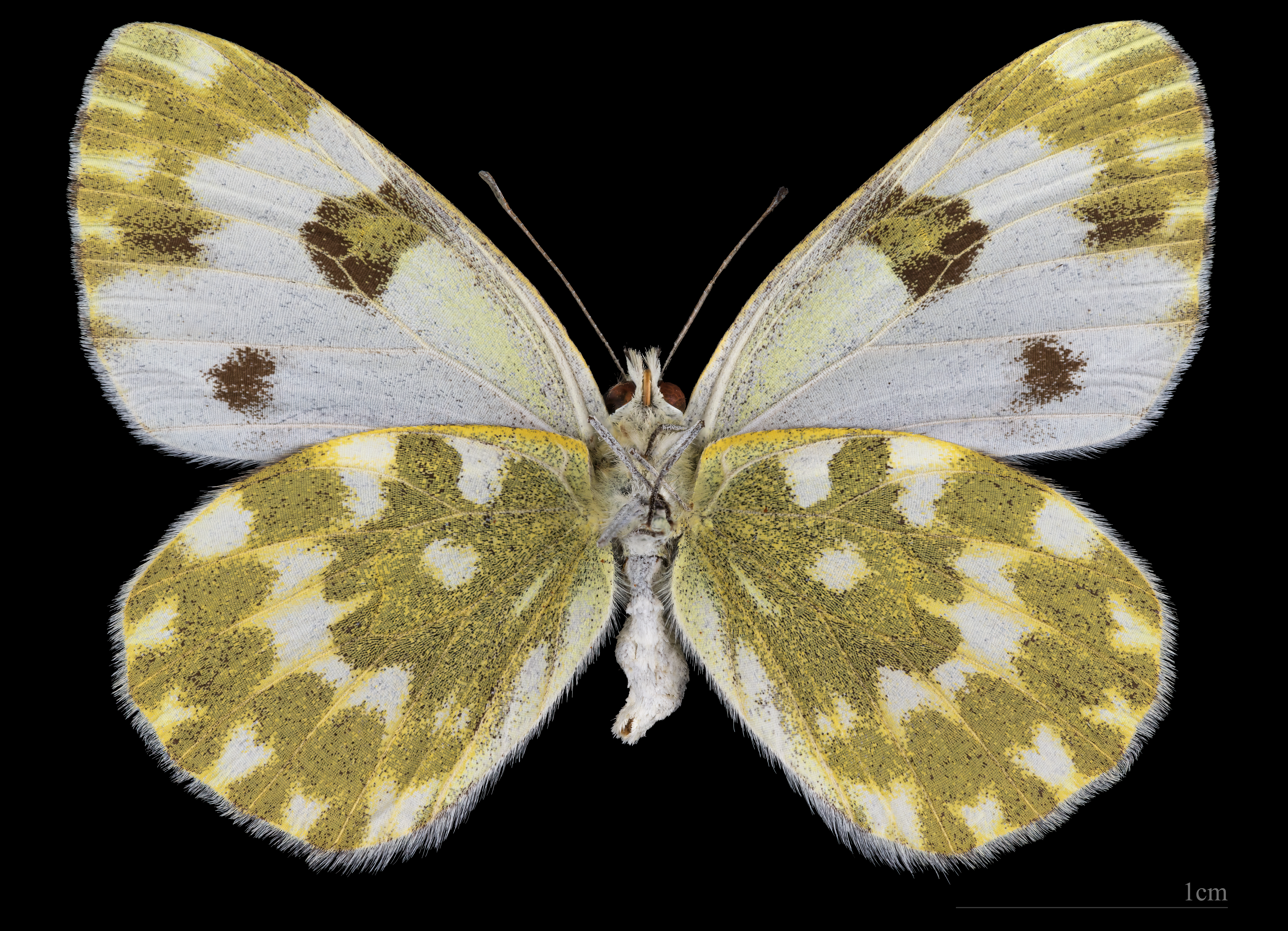
Pontia daplidice ♀  △

## Этимология латинского названия
Даплидика (греческая мифология) — одна из данаид, дочерей Даная и Пиери.

## Ареал
Северная Африка, Канарские острова, Юго-западная Европа, Турция, Иран, Ирак, Афганистан, Таджикистан, Казахстан, страны Закавказья, Южное Приморье, юг европейской части России. Не исключается нахождение вида в различных частях Кавказа, особенно — на Восточном Кавказе.
Обитает на различных ксерофитных биотопах. На Южном Урале встречается в лугово-степных ассоциациях с крестоцветными (3). В Казахстане обитает на сухих полынно-злаковых степях, различных антропогенных биотопах.

## Биология
Развивается в 2—3 поколениях за год. Время лёта бабочек с апреля по середину октября. Летают как в открытой степи, так и по балкам, оврагам, у кустарниковых зарослей, в населенных пунктах. Питаются на разнообразных цветущих растениях — бобовых, крестоцветных, сложноцветных. Зимует куколка.
Кормовые растения гусениц — крестоцветные: бурачок, резуха, капуста, дескурайния, Iberis saxatilis, Iberis sempervirens, резеда, горчица, гулявник, гулявник лекарственный, ярутка, редька полевая.